# Microweber
Microweber narzędzie do tworzenia witryn internetowych oraz system zarządzania treścią typu open source. Microweber zbudowany jest w oparciu o język programowania PHP i frameworku aplikacji internetowych Laravel 8, z wbudowaną technologią obsługi metody „przeciągnij i upuść” i umożliwiającą użytkownikom szybkie tworzenie treści, jednoczesnym planowaniem i zarządzaniem wieloma ekranami. Posiada funkcję edycji na żywo, która umożliwia użytkownikom przeglądanie ich natychmiast tak, jak zostały wprowadzone. Programiści mają swobodny dostęp do kodu, wymieniając swoją wiedzę i wkład z resztą społeczności open source w serwisie GITHUB. Aplikacja posiada pozytywne opinie w serwisie Open-surceCMS.com. Projekt otrzymał w 2018 roku wyróżnienie jako jeden z najlepszych star-upów technologicznych w Bułgarii.

## Wersje
1.1 - 1.1.19 - Microweber oparty na framework Laravel 5.4 
1.2 - Microweber oparty na frameworku Laravel 7 
1.2.3 -1.2.9 - Microweber oparty na frameworku Laravel 8 oraz jego kolejne wersjach rozwojowych.

## Funkcje
Edycja na żywo – Treść można edytować bezpośrednio w interfejsie witryny, bez konieczności przełączania się między panelem administracyjnym a witryną w celu sprawdzenia, jak wygląda ich zawartość. „Na żywo” oznacza pracę z zawartością strony internetowej za każdym razem, gdy użytkownik ma na to ochotę, zmianę ustawień modułów i przestawianie elementów według własnego uznania.
Przeciągnij i upuść – umożliwia zarządzanie zawartością i układem elementów strony jednym kliknięciem myszy, przeciągając je i upuszczając po ekranie. Wykorzystanie technologii „Przeciągnij i upuść” dotyczy wszystkich rodzajów treści.
Edytor WYSIWYG HTML – tekst i grafikę można edytować w formie bardzo przypominającej jej wygląd po wyświetleniu jako gotowy produkt. Microweber posiada również panel administracyjny, więc użytkownicy mogą przełączać się między różnymi widokami w zależności od swoich preferencji.
Sklep internetowy – domyślnie dołączony jest kompletny kreator sklepu internetowego, który jest dostępny bezpłatnie i obejmuje wbudowane zarządzanie zamówieniami i ich śledzenie, automatyczne wysyłanie wiadomości e-mail z zamówieniami, elastyczne opcje płatności, wysyłki.
Blog - dołączony jest w pełni kompletny kreator blogu, umożliwiający tworzenie blogu w wykorzystaniem dołączonych szablonów lub stworzenie własnego szablonu na podstawie gotowych modyfikowalnych elementów.
Statystyki odwiedzin – Użytkownicy mogą na bieżąco śledzić, jak działa ich strona internetowa, sklep internetowy lub blog. Narzędzie to może być używane samodzielnie lub w połączeniu z innymi pakietami analitycznymi, takimi jak Google Analytics.
Wielojęzyczny interfejs – zarówno panel administracyjny, jak i moduły oraz treść witryny internetowej, można w łatwy sposób skonfigurować dzięki dostępnym paczkom językowym udostępnianym przez społeczność open source. Wbudowany w Microweber moduł językowy umożliwia udostępnianie jednym kliknięciem innym członkom społeczności własnych tłumaczeń panelu administracyjnego, modułów czy treści szablonów stron internetowych. Moduł wielojęzykowy umożliwia automatyczne wybieranie wersji językowej za pomocą funkcji geolokalizacji czy wersji języka systemu operacyjnego lub języka przeglądarki internetowej.
Szablony – Microweber udostępnia zestaw szablonów do modyfikacji pozwalający w szybki sposób tworzyć nowe projekty o niestandardowej treści zgodne z preferencjami użytkownika. Zmiana szablonu projektu w żaden sposób nie wpływa na zawartość – informacje użytkowników pozostają nietknięte, dzięki czemu mogą płynnie przenieść się do nowego wyglądu swojej witryny. Szablony tak jak inne elementy projektu udostępnianie są na licencji Open Source oznacza to, że każdy może dowolnie dodawać szablony – od firm zajmujących się oprogramowaniem i projektowaniem stron internetowych po freelancerów, profesjonalnych programistów itp. System pozwala również twórcom udostępniać swoje projekty lub sprzedawać szablony i czerpać z tego korzyści finansowe.
Moduły – aplikacja Microweber ma charakter modułowy, dzięki któremu nowe funkcje mogą być dodawane poprzez konwersję z systemów cms opartych na frameworku laravel. Modułowy system pozwala również na precyzyjne dostosowanie aplikacji do własnych potrzeb.

## Nagrody
TOP 100 STARTUPÓW WEBIT EUROPE 2015/2017/2018. Uczestnik festiwalu w edycji 2017 do której zgłosiło się łącznie 2425 startupów, z których niecałe 5% znalazło się na liście finałowej. Softpedia SCRIPT OF THE DAY – 23 lutego 2017 r. Jako jeden z 10 najpopularniejszych OpenSource CMS w Internecie według It’s FOSS.